# 벨레트리
벨레트리(이탈리아어: Velletri)는 이탈리아 라치오주 로마현에 위치한 코무네다. 볼스키족의 고대 도시였고 로마의 왕 안쿠스 마리쿠스 시절에 로마와 지휘가 동등했으며 1744년과 1849년에는 역사적인 전투지이기도 하였다. 중세 시대에는 중부 이탈리아와 라치오 지역에서 몇 안되는 "도시 국가"중 하나였다.
오늘날에는 순회 재판소와 교도소, 대학교, 고등학교가 위치해있다. 로마-벨레트리선의 종착지이기도 하며, 1863년 교황 비오 9세가 취임한 뒤부터 도시는 신 아피아 가도를 지나는 중심지 가운데 하나가 되었다.

## 출신 유명 인물
- 아우구스투스: 로마 제국의 초대 황제
- 스파르타코 반디넬리: 1948년 하계 올림픽에서 은메달을 차지한 복싱 선수.
- 알레시오 체르치: 세리에 A에서 뛰는 이탈리아 축구 선수
- 안드레아 벨레트라노: 나폴리에 있는 국립 카포디몬테 박물관에 소장된 그림으로 유명한 14세기의 화가
- 안토니오 만치넬리: 시인, 인문주의자
- 알레산드로 보르자 : 벨레트리 교회의 역사에 대해 쓴 작가이자 가톨릭교회 주교
- 스테파노 보르자: 베네벤토 지역의 교회에 대한 역사를 쓴 작가이자 추기경이며 보르자 박물관의 설립자
- 줄리오 마니: 건축가, 역사가
- 마르타 바스티아넬리: 사이클링 세계 챔피언
- 엘리사 블란키: 2004년 아테네 올림픽 은메달, 2005년 세계 챔피언(아제르바이잔 바쿠), 2008년 유럽 챔피언(이탈리아 토리노), 2009년 세계 챔피언(일본 미에), 2010년 세계 챔피언(러시아 모스크바), 2011년 세계 챔피언(프랑스 몽펠리에), 2012년 런던 올림픽 동메달을 차지한 체조 선수
- 베로니카 올리비에르: 배우, 모델.
- 우고 토냐치: 벨레트리 교회에 묻힌 배우
- 마르코 페란테: 세리에 A에서 뛰는 축구 선수

## 자매 도시
| - 룩셈부르크 에슈쉬르알제트 - 오스트리아 뫼들링 - 독일 오펜바흐 - 프랑스 퓌토 | - 벨기에 생질 - 네덜란드 틸뷔르흐 - 영국 타워햄리츠 - 세르비아 제문 |